# Związek gmin Kirchspielslandgemeinde Heider Umland
Związek gmin Kirchspielslandgemeinde Heider Umland (niem. Amt Kirchspielslandgemeinde Heider Umland, Amt KLG Heider Umland) – związek gmin w Niemczech w kraju związkowym Szlezwik-Holsztyn, w powiecie Dithmarschen. Siedziba związku znajduje się w mieście Heide.
W skład związku gmin wchodzi jedenaście gmin:
1. Hemmingstedt
2. Lieth
3. Lohe-Rickelshof
4. Neuenkirchen
5. Norderwöhrden
6. Nordhastedt
7. Ostrohe
8. Stelle-Wittenwurth
9. Weddingstedt
10. Wesseln
11. Wöhrden